# Cantonul Sancergues
Cantonul Sancergues este un canton din arondismentul Bourges, departamentul Cher, regiunea Centru, Franța.

## Comune
| Comune                  | Populație (1999) | Cod poștal | Cod INSEE |
| ----------------------- | ---------------- | ---------- | --------- |
| Argenvières             | 435              | 18140      | 18012     |
| Beffes                  | 672              | 18320      | 18025     |
| La Chapelle-Montlinard  | 494              | 18140      | 18049     |
| Charentonnay            | 314              | 18140      | 18053     |
| Chaumoux-Marcilly       | 101              | 18140      | 18061     |
| Couy                    | 334              | 18140      | 18077     |
| Étréchy                 | 419              | 18800      | 18090     |
| Garigny                 | 248              | 18140      | 18099     |
| Groises                 | 138              | 18140      | 18104     |
| Herry                   | 1 016            | 18140      | 18110     |
| Jussy-le-Chaudrier      | 526              | 18140      | 18120     |
| Lugny-Champagne         | 166              | 18140      | 18132     |
| Marseilles-lès-Aubigny  | 691              | 18320      | 18139     |
| Précy                   | 312              | 18140      | 18184     |
| Saint-Léger-le-Petit    | 352              | 18140      | 18220     |
| Saint-Martin-des-Champs | 331              | 18140      | 18224     |
| Sancergues              | 718              | 18140      | 18240     |
| Sévry                   | 73               | 18140      | 18251     |